# Perissus quercus
Perissus quercus là một loài bọ cánh cứng trong họ Cerambycidae.